# High School Musical 2 (ścieżka dźwiękowa)
High School Musical 2 – składanka utworów z High School Musical 2.
Polska wersja płyty uzyskała certyfikat platynowej. Od premiery, ścieżka dźwiękowa (w wersji polskiej) otrzymuje się na "Top Liście" w sklepach Empik. Dostępna jest też wersja z teledyskami.

## Wydania ścieżki dźwiękowej

### Oryginalna ścieżka dźwiękowa
| Tytuł utworu:                                  | Wykonywany przez: |
| ---------------------------------------------- | ----------------- |
| What time is it                                | Cała obsada       |
| Fabulous                                       | Sharpay i Ryan    |
| Work this out                                  | Cała obsada       |
| You are the music in me                        | Troy i Gabriella  |
| I don't dance                                  | Chad i Ryan       |
| You are the music in me (edycja Sharpay Evans) | Sharpay           |
| Gotta go my own way                            | Gabriella         |
| Bet on it                                      | Troy              |
| Everyday                                       | Troy i Gabriella  |
| All for one                                    | Cała obsada       |
| Humuhumunukunukuapua'a                         | Sharpay i Ryan    |

### Ścieżka dźwiękowa polskiej wersji płyty
| Tytuł utworu:                                  | Wykonywany przez:             |
| ---------------------------------------------- | ----------------------------- |
| Moja muzyka to ty                              | Hanna Stach i Andrzej Lampert |
| What time is it                                | Cała obsada                   |
| Fabulous                                       | Sharpay i Ryan                |
| Work this out                                  | Cała obsada                   |
| You are the music in me                        | Troy i Gabriella              |
| I don't dance                                  | Chad i Ryan                   |
| You are the music in me (edycja Sharpay Evans) | Sharpay                       |
| Gotta go my own way                            | Gabriella                     |
| Bet on it                                      | Troy                          |
| Everyday                                       | Troy i Gabriella              |
| All for one                                    | Cała obsada                   |
| Humuhumunukunukuapua'a                         | Sharpay i Ryan                |
| Masz w sobie wiarę                             | Hanna Stach i Andrzej Lampert |
| Moja muzyka to ty (edycja instrumentalna)      | Hanna Stach i Andrzej Lampert |

### Pozostałe wydania ścieżki dźwiękowej
Prócz podstawowych edycji płyty, wydano również:
- High School Musical 2: Exteneded Music Edition (w tym wydaniu ścieżki dźwiękowej prócz utworów z oryginalnej ścieżki dźwiękowej znajdziemy również zmiksowane wersje: I Don't Dance, Bet On It, Breaking Free, We're All In This Together, a także dodatkowy dysk DVD, na którym znajdują się wielojęzyczne wersje utworów z oryginalnej ścieżki dźwiękowej)
- High School Musical: Sing Along (w tym wydaniu ścieżki dźwiękowej znajdziemy osiem utworów z oryginalnej ścieżki dźwiękowej i ich wersje instrumentalne)
- High School Musical: Non-Stop Dance Party (w tym wydaniu ścieżki dźwiękowej znajdziemy zremiksowane wersje utworów z oryginalnej ścieżki dźwiękowej, a także nowe utwory, zaśpiewane przez całą obsadę High School Musical 2: The Megamix, Around The World i Non-Stop Dance Party)